# (34727) 2001 QV28
2001 QV28 (asteroide 34727) é um asteroide da cintura principal. Possui uma excentricidade de 0.17011640 e uma inclinação de 1.12502º.
Este asteroide foi descoberto no dia 16 de agosto de 2001 por LINEAR em Socorro.